# Tamás Sárpátki
Tamás-Róbert Sárpátki (ungarisch Sárpátki Tamás-Róbert; * 28. Dezember 1994 in Miercurea Ciuc) ist ein rumänisch-ungarischer Eishockeyspieler, der seit 2021 beim Gyergyói HK unter Vertrag steht und mit dem Klub in der Ersten Liga spielt.

## Karriere
Tamás Sárpátki, der als Angehöriger der ungarischen Minderheit der Szekler im rumänischen Miercurea Ciuc geboren wurde, begann seine Karriere als Eishockeyspieler in der Jugendabteilung des HSC Csíkszereda in seiner Geburtsstadt, für den er als 15-Jähriger in der ungarischen U18-Liga debütierte. 2010/11 spielte er für die Spielgemeinschaft Dunaújváros-Ferencváros in den ungarischen U18- und U20-Ligen. Anschließend wechselte er zu Alba Volán Székesfehérvár. Mit dem Klub aus Mitteltransdanubien gewann er 2013 und 2015 die Erste Bank Young Stars League. Ab 2013 spielte er für Alba Volán in der Österreichischen Eishockeyliga. 2021 wechselte er zum Gyergyói HK in die Erste Liga, die er mit dem Klub 2023 gewann.

### International
Für Ungarn nahm Sárpátki im Juniorenbereich an den U20-Weltmeisterschaften 2013 und 2014 in der Division II teil.
Im Seniorenbereich spielte er erstmals 2013/14 in der ungarischen Nationalmannschaft. Bei den Weltmeisterschaften der Division I 2022, bei dem die Magyaren in die Top-Division aufstiegen, spielte er erstmals ein großes Turnier.

## Erfolge und Auszeichnungen
- 2013 Gewinn der Erste Bank Young Stars League mit Alba Volán Székesfehérvár
- 2015 Gewinn der Erste Bank Young Stars League mit Alba Volán Székesfehérvár
- 2022 Rumänischer Vizemeister mit dem Gyergyói HK
- 2023 Gewinn der Ersten Liga mit dem Gyergyói HK

### International
- 2014 Aufstieg in die Division IB bei der U20-Junioren-Weltmeisterschaft der Division IIA
- 2022 Aufstieg in die Top-Division bei der Weltmeisterschaft der Division IA

## ÖEHL-Statistik
(Stand: Ende der Saison 2020/21)